# James Coonan
James Michael „Jimmy C” Coonan (n. 21 decembrie 1946, New York City, New York, SUA) este un gangster și racketeer irlandez-american din Manhattan, New York care a fost boss al grupului Westies între 1977 și 1988. Coonan a fost condamnat la închisoare în 1988 și ispășește în prezent o pedeapsă de 75 de închisoare.

## Biografie
James Coonan s-a născut în 1946 în cartierul Hell's Kitchen⁠(d), Manhattan din New York City, fiul lui John Coonan, contabil care activa pe strada West 50th. Când Coonan era tânăr, tatăl său a fost răpit și bătut sever de Mickey Spillane⁠(d), un gangster care era cunoscut pentru operațiunile de răpire a unor afaceriști sau membri ai unor organizații criminale și eliberarea lor în schimbul unor sume de bani. Autorul T.J. English menționează în câteva lucrări că din cauza acestui eveniment Coonan și-a dorit să preia conducerea grupului Westies.
Conform unui articol din The New York Times, Coonan a fost garda de corp și ucenicul cămătarului⁠(d) Charles (Ruby) Stein, iar în West Side era cunoscut ca fiind un ucigaș implicat în operațiuni de răpire. Coonan a atras numeroși infractori în jurul său, printre care și Francis „Mickey” Featherstone⁠(d). În 1976, Coonan și Featherstone erau implicați într-un conflict cu Spillane pentru teritoriile sale. În anul următor, atât Spillane, cât și Stein au fost uciși. Potrivit mărturiei depuse în 1987 de fostul membru al Westies William Beattie, Stein a fost ucis și decapitat în 1977 deoarece Coonan îi era dator și în același timp voia sa demonstreze că grupul este puternic.
În 1979, Coonan a fost judecat și achitat pentru uciderea lui Harold Whitehead, dar a fost condamnat la patru ani de închisoare pentru nerespectarea regimului armelor. După eliberare a preluat din nou puterea, însă în 1988 a fost condamnat pentru racketeering în baza Racketeer Influenced and Corrupt Organizations Act⁠(d) (RICO) la 75 de ani de închisoare, iar judecătorul a recomandat eliminarea posibilității de liberare condiționată. Coonan a fost eligibil pentru liberare condiționată în 1998.
Acesta și soția sa Edna (n.1942; Julia Edna Crotty) au locuit în Hazlet⁠(d) și în Keansburg, New Jersey⁠(d) înainte de încarcerarea sa.